# Helius (Helius) selectus
Helius (Helius) selectus is een tweevleugelige uit de familie steltmuggen (Limoniidae). De soort komt voor in het Oriëntaals gebied.